# Iglesia de Santa Magdalena (La Masó)
La iglesia de Santa Magdalena es la iglesia parroquial de La Masó (Alto Campo), en la provincia de Tarragona (Cataluña) consagrada a Santa María Magdalena. El edificio construido en el siglo XIX está protegido como Bien Cultural de Interés Local.

## Historia
La construcción del edificio empezó hacia finales del siglo XIX y se finalizó en el año 1890. El campanario actual pertenecía a otra edificación anterior, la cual era adaptación barroca de otra más primitiva. La parroquia está adscrita al arciprestazgo del Alt Camp del arzobispado de Tarragona.

## Descripción
La iglesia neo románica de Santa Magdalena se encuentra en el centro del núcleo urbano. Es de planta latina, de tres naves con cuatro tramos. Los soportes de la bóveda son pilares y todos los arcos son apuntados. La nave central, más elevada, se cubre con bóveda de arista, sistema que se repite en las naves laterales. En el crucero hay una gran cúpula de 12 metros de diámetro, que exteriormente forma un cimborrio octogonal. El campanario, exento, es de planta cuadrada con dos torres octogonales y un coronamiento en forma de pináculo. La fachada es simétrica. La puerta de acceso, centrada, es de arco de medio punto con jambas en forma de columnas con capiteles florales. Además dos líneas de imposta delimitan el espacio ocupado por dos ventanas de arco de medio punto. El coronamiento de la fachada es a dos vertientes con decoración de arcos lombardos.